# جف مارتین
جف مارتین (انگلیسی: Jeff Martin؛ زادهٔ ۹ نوامبر ۱۹۵۷) موسیقی‌دان اهل ایالات متحده آمریکا است. وی از سال ۱۹۸۲ میلادی تاکنون مشغول فعالیت بوده است.